# عبید الدوسری
عبید الدوسری (عربی: عُبید الدوسري؛ زادهٔ ۲ اکتبر ۱۹۷۵) یک بازیکن فوتبال اهل عربستان سعودی است.
وی همچنین در تیم ملی فوتبال عربستان سعودی بازی کرده‌است.